# François Joseph d'Offenstein
Pour les articles homonymes, voir Offenstein.
François Joseph d'Offenstein, né à Erstein le 27 juillet 1760, mort le 27 septembre 1837 à Mouzay, est un général français de la Révolution et de l’Empire.

## Biographie
Fils de François-Joseph Offenstein (boucher d'Erstein) et de Catherine Reibel, il grandit sous l'Ancien Régime dans une Alsace française avant de s'engager dans l'infanterie à l'âge de 16 ans en 1777.
Major de la garde national d'Erstein en 1790, élu lieutenant-colonel deux ans plus tard dans l'armée du Rhin, il est nommé le 30 juillet 1793 général de brigade, puis le 22 septembre suivant général de division pour assumer le poste de commandant en chef de la place militaire de Neuf-Brisach. Il est destitué de son poste un an plus tard, en 1794, pour avoir confondu sur une carte une rivière avec une route lors de manœuvres importantes avec 18 000 hommes. Cette erreur stratégique peut facilement s'expliquer par le fait que son instruction avait été assez bâclée durant son enfance, il ne savait qu'à peine lire (chose assez courante pour les roturiers à cette époque mais très inhabituelle pour un général). Cette ignorance dans certains domaines l'amène également à être la source continuelle de plaisanteries (mais très souvent exagérées) à l'état-major. Quoi qu'il en soit, il se considère comme un soldat et rien qu'un soldat, c'est ainsi qu'Offenstein n'a jamais discuté un ordre direct. 
En 1796 l'armée le rappelle, mais le rétrograde au rang de chef de brigade. Il change d'arme en 1799 et passe dans la cavalerie. Le 15 juillet 1804 Napoléon Ier lui remet les insignes d'officier de la Légion d'honneur en l’église des Invalides lors de la toute première remise de Légion d'honneur, pour avoir participé à l'ensemble des batailles du Rhin durant la Révolution française et à de nombreuses batailles durant le Consulat.
En 1806 il intègre la Grande Armée. Grâce à son expérience militaire et à sa fidélité à la France, Napoléon Ier le nomme à nouveau général de brigade le 25 juin 1807, juste après s'être distinguer lors de la bataille d'Heilsberg. Ce poste lui permet d'être employé à l'état-major du Maréchal Brune. Le 28 mai 1809, l'Empereur le crée Baron d'Empire. À cette occasion, il rajoute la particule "d" devant son nom de famille.
François-Joseph d'Offenstein meurt en 1837 sous la Monarchie de Juillet à l'âge de 77 ans.

## Famille
Il s'est marié en 1803 avec Marie Barbe Lamacq à Dun-sur-Meuse et a deux fils : 
- Guillaume François (1804 - 1865) qui devient juge de Paix et conseiller général de la Meuse
- Eugène Auguste (1808 - 1863) qui devient président du tribunal de Montmédy et conseiller d'arrondissement.

## État de service

### Durant l'Ancien Régime
- 10 mars 1777 : entre au Régiment Royal-Deux-Ponts dragons, puis démissionne le 23 décembre 1786.
- 1er janvier 1787 : se réengage comme grenadier au régiment d'Alsace-infanterie.

### Durant la Révolution française
- 14 juin 1790 : Major de la garde national d'Erstein
- 2 octobre 1791 : est élu lieutenant-colonel auprès du 1er bataillon de volontaires du Bas-Rhin
- 1792 : est élu lieutenant-colonel auprès du 1er bataillon de volontaires de la Moselle
- 1793 : est élu lieutenant-colonel auprès du 1er bataillon de volontaires du Bas-Rhin
- 30 juillet 1793 : nommé général de brigade
- 22 septembre 1793 : nommé général de division
- 4 octobre 1793 : nommé Commandant de la place de Neuf-Brisach en remplacement du général Gromard (suspendu)
- 9 mai 1794 : détaché avec une division de 18 000 hommes auprès de l'armée de la Moselle pour la renforcer. Il servit à Sarrelouis puis occupa Trèves en Allemagne. Il est destitué par les représentants du peuple de Nicolas Hentz et Jean-Marie-Claude-Alexandre Goujon pour avoir confondu sur une carte une rivière avec une route (il a été fait général tout en ne sachant qu'à peine lire). À la suite de cet événement, il est réformé, cependant, pour son expérience, il est rappelé au pouvoir en 1796.

### Durant le Directoire
- 28 juin 1796 : nommé Chef de brigade du 10e Régiment d'Infanterie de Ligne sous le commandement du général Reubell
- 24 juin 1797 : nommé Chef de brigade du 77e Régiment d'Infanterie de Ligne

### Durant le Consulat
- 28 avril 1799 : nommé Chef de brigade du 44e Régiment d'Infanterie de Ligne
- 31 juillet 1799 : nommé Chef de brigade du 12e Régiment de Chasseurs
- 23 décembre 1802 : nommé Chef de brigade du 7e Régiment de Cuirassiers

### Durant leIerEmpire
- 14 juin 1804 : Napoléon Ier le fait officier de la Légion d'honneur (remis le 15 juillet 1804 aux Invalides)
- 23 septembre 1805 : nommé chef de corps de la 2e brigade de la division de cavalerie commandé par Charles Joseph de Pully dans l'armée d'Italie
- 22 novembre 1806 : Colonel employé dans la Grande Armée
- 10 juin 1807 : blessé au bras gauche par un éclat d'obus à la bataille d'Heilsberg
- 25 juin 1807 : Napoléon, qui appréciait ses qualités d'officier, le nomma général de brigade pour être employé à l'état-major du Maréchal Brune
- 26 juin 1809 : Napoléon Ier le fait baron d'Empire
- 12 septembre 1809 : nommé commandant de la Haute-Marne, puis du département de la Dordogne
- 2 mars 1814 : attaché au quartier Impérial de Napoléon.

### Durant la Première Restauration
- 24 décembre 1814 : est admis à la retraite

### Durant les Cent-Jours
- 1er mai 1815 :  il obtient durant les Cent-jours, le commandement de 2 régiments de lanciers des gardes nationales du Haut-Rhin et du Bas-Rhin, mais s'étant raillé de Napoléon, il est relevé de son commandement, après seulement 10 jours, ce dernier étant mis à la disposition du général Molitor
- 11 mai 1815 : est chargé de la levée en masse dans l'arrondissement de Sélestat

### Durant la Seconde Restauration
- 6 juillet 1816 : est définitivement admis à la retraite même s'il a demandé à plusieurs reprises par la suite au pouvoir royal de reprendre du service.

## Décorations, titres, honneurs…
- 11 décembre 1803 :  Chevalier de la Légion d'honneur[1]
- 14 juin 1804 : Officier de la Légion d'honneur[1]
- 28 mai 1809 : Baron d'Empire par lettres patentes et décret du 19 mars 1808
- Une rue de Strasbourg porte son nom.

## Armoiries
| Figure | Blasonnement |
|        | Armes du baron François-Joseph d'Offenstein et de l'Empire Écartelé : au 1, d'azur, au lion d'or ; au 2 du quartier des barons militaires de l'Empire ; au 3, de gueules, à un renard passant et terrassé d'argent ; au 4, d'azur, à un coq hardi d'or. |